# Станіслав Фризе
Станіслав Фризе (пол. Stanisław Fryze; 1 грудня 1885, Краків — 3 березня 1964, Гливиці) — польський електротехнік. Один з творців основ загальної електротехніки. Доктор технічних наук (1924), член Польської академії наук (1952), почесний член Об'єднання польських електриків (1989, посмертно).

## Життєпис
Був другим з трьох синів Станіслава Фризе й Марії Піні (італійка за походженням). У 1897 році закінчив 5-й клас загальної школи, у 1904 році — 4-й клас реальної школи, перейшовши до Вищої промислової школи у Кракові, де з відзнакою склав підсумковий екзамен у 1905 році. Уже там проявив зацікавленість наукою, видавши працю «Електрика і магнетизм» (1902).
Потреба заробляти на життя завадила продовженню навчання і Станіслав влаштувався електромонтером на фабриці фірми «Siemens-Schuckert» у Кракові. У жовтні 1906 забраний до війська. Служив в австро-угорських військово-морських силах на військовій базі Пула на півострові Істрія. Після повернення з армії працював у львівському відділенні фірми «Siemens», а від 1912 року, близько одного року — у центральному офісі «Siemens» у Відні. За 6 років роботи у фірмі пройшов шлях від найнижчих щаблів до одного з керівників виробництва.
У 1911 році переїхав до Львова та записався на курс електротехніки у Львівській політехнічній школі. Оскільки лекції відбувалися в ту саму пору, що й робочі години, змушений був покинути робу в «Siemens» та влаштуватися в Державну промислову школу. Там учив майстрів та вів курси підвищення кваліфікації для електромонтерів. Згодом призначений керівником відділу електромеханіки.
У лютому 1914 року після завершення другого року навчання склав I державний іспит (так званий «напівдиплом»), але початок першої світової війни перервав навчання. Служив у військовій базі в Пулі на півострові Істрія. Спочатку був у складі команди міноносця MSM 51, потім служив на лінкорах «Tegetthof» та «Arpad». Попри побутові незручності та тісноту на кораблі продовжував читати праці, наречена Анна поштою зі Львова присилала йому матеріали з лекцій.
У квітні 1917 року отримав 3-місячну відпустку для завершення навчання. 23 квітня одружився з Анною Крип'якевич. Протягом 2 місяців склав 18 екзаменів за пропущені 4 і 5 роки навчання, а 16 червня 1917 року з відзнакою склав II державний іспит (диплом). Повернувшись до флоту, отримав звання підхорунжого військово-морських сил. У листопаді 1918 на кораблях поширилися заворушення, почалася революція. Фризе повернувся до Львова, де був комендантом військових електротехнічних машин. Працював учителем у Державній промисловій школі. 1918 року став членом Політехнічного товариства.
У березні 1922 року представив у Львівській політехніці докторську працю «Нова теорія загального електричного кола». Це була перша докторська праця з електротехніки в Польщі. У ній він одним із перших запропонував використання символічних методів. У січні 1924 року отримав докторський ступінь. Його докторську роботу надрукували в закордонних наукових часописах: французькому «Revue generale de l'electricite» та німецькому «Elektrotechnische Zeitschrift». Окрім них статті Фризе друкували у виданнях: «Przegląd Elektrotechniczny», «Czasopismo Techniczne» та «Elektrotechnik und Maschinenbau». Протягом 1926—1934 років написав 3-томну книгу «Elektrotechnika ogólna» (пол. Загальна електротехніка), що мала служити підручником для студентів Львівської політехніки. Кожен том складався з двох великих частин. I том мав назву «Електрика й магнетизм», II — «Постійний струм», III — «Змінний струм». Загалом тритомник мав 2445 сторінок і містив 2498 ілюстрацій.
Наприкінці 1934 року вийшла найбільша праця науковця «Загальна теорія трансфігурації електричного кола», що стала підсумком його досліджень електричного кола.
Серед його учнів: Микола Максимович, майбутній завідувач кафедри теоретичної та загальної електротехніки Львівського політехнічного інституту та ректор Львівського політехнічного інституту у 1953—1963 роках.
У січні 1945 року НКВС заарештував Фризе та ще 5 інших професорів Політехніки, його було вивезено до Донбасу на примусові роботи в шахті. Восени того ж року повернувся до Львова, а в червні 1946 року виїхав до польського міста Гливиці, де очолив кафедру основ електротехніки Шльонської політехніки.
З дружиною Анною Крип'якевич дітей не мали.
Помер 3 березня 1964 року в Гливицях.

## Доробок і шана
Розробив теорії трансфігурації електричного кола та активної, пасивної й уявної потужності в колах струмів і напруг, впровадив поняття змінної електромоторної сили, а також методи розрахунку за допомогою контурних струмів і вузлових потенціалів, спростив теорію та методи аналізу багатофазних систем через запровадження символічних методів. Автор 32 наукових праць, зокрема 3-томного (в 6 частинах) курсу «Загальна електротехніка». Учасник Міжнародного конгресу електриків у Парижі (1932).
У 1989 році з нагоди ювілейної 25-річниці з дня смерті удостоєний звання «почесний член Об'єднання польських електриків». Об'єднання створило Медаль імені професора Станіслава Фризе, якою нагороджують «заслужених осіб для визнання їхньої видатної та творчої праці в галузі електрики (на науковій, технічній, педагогічній, а також професійній і громадській ниві)». Її, зокрема отримав львівський учений Юрій Рашкевич.